# Долгово-Сабуровы
Долгово-Сабуровы (Долговы-Сабуровы) — древний русский дворянский род татарского происхождения.
При подаче документов (1686), для внесения рода в Бархатную книгу, была предоставлена родословная роспись Долгово-Сабуровых.
Есть фамилии: Долговы, Сабуровы, и две ветви Долгово-Сабуровы, три из которых внесены в гербовник:
1. Долговы, из которых Иван Андреевич убит в сражении († 1135) (в гербовник не внесены).
2. Долговы-Сабуровы, потомство Атуна Адановича, боярина великого князя Александра Невского (Герб. Часть II. № 32).
3. Сабуровы, потомство Чета, выехавшего из Золотой Орды (1330) (Герб. Часть I. № 43).
4. Долгово-Сабуровы, потомки Фёдора Долгово-Сабурова, вёрстанные поместным окладом (1629) (Герб. Часть VII № 75)[2].

Различные ветви этого рода внесены во II и VI часть родословных книг Ярославской, Смоленской, Владимирской, Могилёвской и Петербургской губерний.

## Происхождение и история рода
Родоначальник их, мурза Атун Анданович, якобы выехал в XIII веке из Большой Орды в Ярославль, где принял крещение с именем Бориса, а затем перешёл во Владимир и был боярином у великого князя Александра Невского. У него были внук Матвей Осипович, по прозвищу Долгий, и правнук Фёдор Матвеевич, (V колено) прозванный Сабур. Потомки последнего приняли фамилию Долгово-Сабуровых. Эта часть родословной относится к области семейных легенд.
Алексей Юрьевич, Константин Фёдорович, Андрей и Постник Дмитриевичи московские дворяне (1550). Михаил-Михайлович воевода в Полоцком походе (1551). Василий Юрьевич Долгово-Сабуров воевода в крепости Заволочье на Псковщине (1580) и погиб в плену у Стефана Батория. Иван Иванович убит при взятии Казани (1552), имя его записано в синодик московского Успенского собора на вечное поминовение. Иван Михайлович воевода в Великих-Луках (1586).
Владельцами населённых имений было трое представителей рода Долгово-Сабуровы (1699).
Александр Сергеевич (род. 1851) — минский губернский предводитель дворянства (1904—1916), гофмейстер.
В окрестностях Ярославля владели селом Гавшинка, откуда происходит древняя икона «Спас из Гавшинки» (XIII век).
Представители рода Долгово-Сабуровых. также оставили след в истории вологодской земли, где служили воеводами. Некоторые из них похоронены около церкви Покрова на Нижней Чужбойке.

## Описание гербов

#### Герб Долгово-Сабуровых 1785 г.
В гербовнике Анисима Титовича Князева 1785 года имеется изображение печати с гербом Михаила Ивановича Долгово-Сабурова: в золотом поле щита, имеющего кайму, изображены: внизу щита  коричневые лук с натянутой тетивой и вложенной стрелой, остриём вправо (польский герб Лук). Над луком, справа - золотая шестиконечная звезда, а слева выходящая из облака рука в сером, с мечом, остриём вверх (польский герб Малая Погоня). Щит увенчан дворянским коронованным шлемом с шейным клейнодом. Нашлемник: одноглавый орёл с распростёртыми крыльями, с повернутой головой влево. Цветовая гамма намёта не определена.

#### Герб. Часть II. № 32.
Герб рода Долгово-Сабурова: щит, разделённый горизонтально на две части, имеет верхнюю малую, а нижнюю пространную, из них в первой части, в голубом поле, изображена золотая дворянская корона. Во второй части, в серебряном поле, видна выходящая из облаков рука, облечённая в латы, с мечом, вверх поднятым. Внизу сей руки означены крестообразно лук и колчан со стрелами.
На щите дворянский коронованный шлем. Нашлемник: три страусовых пера. Намёт на щите голубой, подложенный серебром.

#### Герб. Часть VII. № 75.
Герб потомства Фёдора Долгово-Сабурова: щит разделён горизонтально на две части, из которых в верхней части в голубом поле видна летящая в левую сторону золотая стрела с висящим на красной ленте серебряным ядром. В нижней части в правом, золотом поле, изображена рука с саблей, выходящая из левого бока щита, а в левом, красном поле, золотая пика. Щит увенчан дворянским шлемом и короной, на поверхности которой находится в серебряных латах рука с саблей. Намёт на щите голубого и красного цвета, подложенный золотом. Щитодержатели: два льва.

## Известные представители
- Долгово-Сабуров Иван Богданович - стольник патриарха Филарета (1627), московский дворянин (1636-1640).
- Долгово-Сабуров Матвей Владимирович - московский дворянин (1627-1640).
- Долгово-Сабуров Иван Петрович - московский дворянин (1636), за Астраханскую службу пожалован государевым жалованием (1652).
- Долгово-Сабуров Андрей Иванович - стряпчий (1658-1676), стольник (1686).
- Долгово-Сабуров Василий Андреевич - стряпчий (1676), стольник (1680-1692, воевода в Новгороде-Великом (1686-1687).
- Долговы-Сабуровы: Семён и Андрей Петровичи - московские дворяне (1677).
- Долгово-Сабуров Григорий Фёдорович - стряпчий (1682), стольник (1686-1692).
- Долговы-Сабуровы: Никита Дмитриевич и Василий Андреевич Меньшой - стряпчие (1692).
- Долговы-Сабуровы: Михаил Игнатьевич и Гаврила Иванович - московские дворяне (1692)[7][4][8].